# Oxytate taprobane
Oxytate taprobane là một loài nhện trong họ Thomisidae.
Loài này thuộc chi Oxytate. Oxytate taprobane được miêu tả năm 2001 bởi Benjamin.